# Máximo Vázquez
Máximo Vázquez de la Huerta (Río Blanco; 17 de abril de 1933-Toluca de Lerdo; 28 de marzo de 2013) fue un futbolista mexicano que jugaba como defensa.

## Clubes
| Club                 | País   | Año       |
| -------------------- | ------ | --------- |
| Moctezuma de Orizaba | México | 1949-1950 |
| Toluca               | México | 1950-1953 |
| Veracruz             | México | 1953-1963 |

## Palmarés

### Títulos nacionales
| Título      | Equipo | País   | Año     |
| ----------- | ------ | ------ | ------- |
| Copa México | Toluca | México | 1955-56 |